# Neorupilia
Neorupilia es un género de coleópteros de la familia de los crisomélidos.

## Especies
Este género incluye las siguientes especies:
- Neorupilia flava Lea, 1925
- Neorupilia fusca (Oke, 1932)
- Neorupilia humeralis (Lea, 1925)
- Neorupilia ornata (Blackburn, 1896)
- Neorupilia stirlingi (Blackburn, 1889)
- Neorupilia viridis (Blackburn, 1888)